# Зверињак (филм)
Зверињак је српски дводелни телевизијски филм из 2012. године, снимљен у продукцији РТС, по сценарију Душана Спасојевића, у режији Марка Новаковића.
Премијерно је приказан 17. јуна 2012. године.

## Радња
Радња се одиграва почетком деведесетих година 20. века, у једном српском селу близу обале Дрине. То је сведочанство о моралном и историјском распаду једне земље смештено у средину издвојену од урбаног живота и лоцирано у поднебље у којем владају специфична правила и односи међу људима. 
Срна, кћер Страина, најмоћнијег човека у селу, обећана је за жену Јовану, сину сеоског шумара Тадије. Тадија за узврат Страину омогућава да се бави ловокрађом и бесправном сечом сеоских шума. Иако између Срне и Јована постоји привлачност они ипак не желе да уђу у брак из интереса који њихови очеви покушавају да им наметну. Изненада, у село се враћа бивши шумар Петар, који је седам година провео у затвору због убиства старијег Страиновог сина. Петар долази да пронађе Анђу, жену коју је волео док је живео у селу.
Петров повратак покреће гомилу догађаја у животима главних јунака ове приче наговештавајући њен неизвестан крај...

## Улоге
| Глумац             | Улога   |
| ------------------ | ------- |
| Никола Ристановски | Петар   |
| Миодраг Крстовић   | Страин  |
| Танасије Узуновић  | Тадија  |
| Иван Ђорђевић      | Видан   |
| Бранка Шелић       | Марија  |
| Маријана Пејатовић | Срна    |
| Младен Совиљ       | Јован   |
| Александар Ђурица  | Сретен  |
| Игор Дамњановић    | Милисав |
| Нада Шаргин        | Анђа    |

## Награде
- Никола Ристановски и Маријана Пејатовић на Филмским и глумачким сусретима - Ниш 2012.[3][4]
- Миодраг Крстовић на "Фестивалу домаћег филма" - Мојковац 2012.[4]
- Марко Новаковић на "Јахорина Филм Фест"-у Пале 2012.[5]
- Маријана Пејатовић награђена на међународном фестивалу "Корона Карпат" у Украјини 2013.[4]